# سگ جنگلی سوماترایی
سگ جنگلی سوماترایی (نام علمی: 'Cuon alpinus sumatrensis') یکی از زیر گونه‌های سگ جنگلی است که در سوماترا زندگی می‌کند. این گونه در خطر انقراض قرار دارد.